# Kommunale Wohnungsgesellschaft
Kommunale Wohnungsunternehmen sind Unternehmen, die ebenso wie privat geführte Wohnungsunternehmen in der Branche der Wohnungswirtschaft tätig sind. Ihre Aufgaben liegen im Bau, in der Bewirtschaftung, Verwaltung und Vermarktung von eigenen Wohnimmobilien. Ihre Eingruppierung als kommunales Wohnungsunternehmen erfolgt aufgrund der gesellschaftsrechtlichen Beteiligung der Kommune. Den kommunalen Wohnungsunternehmen verwandt sind die öffentlichen Wohnungsunternehmen, an denen das Land oder der Bund nach gesellschaftsrechtlichen Grundsätzen beteiligt ist.
Die rund 740 kommunalen und öffentlichen Wohnungsunternehmen in Deutschland geben mit ihren über 2,5 Mio. Wohnungen mehr als 5 Mio. Menschen ein Zuhause. Aufgrund der kommunalen und öffentlichen Beteiligung kooperieren diese besonders eng mit der öffentlichen Hand und im Bereich der Stadtentwicklung. Zusammengeschlossen haben sich die kommunalen und öffentlichen Wohnungsunternehmen im GdW Bundesverband deutscher Wohnungs- und Immobilienunternehmen e. V. und dessen Regionalverbänden. Die ersten kommunalen Wohnungsunternehmen entstanden im 19. Jahrhundert. In der heutigen Prägung haben sich die kommunalen Wohnungsunternehmen mit Gründung der Bundesrepublik Deutschland gebildet.

## Bedeutung
Die Versorgung der Bevölkerung mit Wohnraum gehört zu den wichtigsten Aufgaben kommunaler Daseinsvorsorge. Die Städte und Gemeinden sind zwar nach den Grundsätzen des Ordnungsrechts lediglich verpflichtet, obdachlose Haushalte unterzubringen, dennoch wird die grundsätzliche Aufgabe des Staates, die Versorgung der Bevölkerung mit bezahlbarem und angemessenem Wohnraum sicherzustellen aus Art. 20 und Art. 28 des Grundgesetzes hergeleitet. Schon nach dem Ersten Weltkrieg sind kommunalen Wohnungsunternehmen in Zeiten extremen Wohnraummangels vermehrt gegründet worden. Die in ihnen realisierte Kombination von öffentlichem Eigentum und Unternehmertum in privatwirtschaftlicher Rechtsform ist besonders geeignet, um die damit verbundenen Herausforderungen zu bewältigen, die sich aus diesem Versorgungsauftrag von Kommune und Staat ergeben:
- Die kommunalen und öffentlichen Wohnungsunternehmen verfügen über die privatwirtschaftliche Rechtsform und damit über unternehmerische Handlungsmöglichkeiten, die einer Behörde verschlossen sind.
- Während Behörden nach den Prinzipien des öffentlichen Dienstrechts und den Regeln der kommunalen Rechnungslegung geführt werden, sind die kommunalen und öffentlichen Wohnungsunternehmen nach betriebswirtschaftlichen Kriterien operativ handlungsfähig und unterliegen den normativen gesellschaftsrechtlichen Normen in Bezug auf Rechnungslegung und Wirtschaftsprüfung.
- Sie können deshalb auch schwierige und unkonventionelle Aufgaben, die sich aus dem Versorgungsauftrag der Kommune ergeben, wirtschaftlich effizient und mit sozialer Kompetenz übernehmen.
- Die kommunalen und öffentlichen Wohnungsunternehmen versorgen breite Schichten der Bevölkerung, ohne diejenigen auszugrenzen, die sich aus eigener Kraft auf den freien Wohnungsmärkten nicht behaupten können.
- Die Bestände der kommunalen Wohnungsunternehmen sind Vermögenswerte der Kommunen, die auch für andere kommunale Aufgabenfelder Finanzierungsspielräume eröffnen können.
- Aufgrund der staatlichen Beteiligung und der damit verbundenen engen Anbindung zu den örtlichen Entscheidungsträgern können zentrale Fragen der Stadtplanung oder Raumordnung in enger Abstimmung beantwortet und sodann umgesetzt werden.

Bedeutung haben kommunale und öffentliche Wohnungsunternehmen insbesondere bei der Integration sozialer Randgruppen, wie Zuwanderer, Obdachloser und anderer Bevölkerungsgruppen, die auf den Wohnungsmärkten sonst keine Chancen hätten.

## Geschäftsfelder
Die Geschäftstätigkeit der kommunalen Wohnungsunternehmen ist die Verwaltung von Mietwohnungen gegen Mietzins. Weitere Geschäftsfelder können die Vermietung von Gewerbeeinheiten, Garagen oder Stellplätzen sein. Viele Wohnungsunternehmen bieten jedoch auch die Fremdverwaltung von Mietwohnungen anderer Eigentümer und von Eigentumswohnungen an.
Spezielles Geschäftsfeld gerade kommunaler Wohnungsunternehmen ist die Verwaltung von spezialgeführten Immobilien, wie Seniorenheimen, betreutes Wohnen, das Bauträgergeschäft sowie die Baubetreuung.

## Kommunale Wohnungsgesellschaften in den neuen Bundesländern
1990 befand sich der größte Teil der Wohnungen auf dem Territorium der ehemaligen DDR im Eigentum volkseigener Wohnungsunternehmen. Der Einigungsvertrag brachte grundlegende Veränderungen für die Eigentumsstruktur, das Mietrecht und die Wohnungsvergabe. Die volkseigenen Betriebe der Wohnungswirtschaft gingen bei gleichzeitiger Übernahme der Altverbindlichkeiten in das Eigentum der Kommune über. Altverbindlichkeiten sind Verpflichtungen aus Krediten, die bis zum 30. Juni 1990 im Rahmen des volkseigenen und genossenschaftlichen Wohnungsbaus in der DDR aufgenommen wurden. Die Schulden betrugen fast 60 Mrd. DM bzw. durchschnittlich ca. 300 DM/m². In der Mehrheit der Kommunen wurden Wohnungsgesellschaften gegründet, denen der kommunale Wohnungsbestand übertragen wurde. Bereits 1993 trat das Altschuldenhilfegesetz in Kraft. Im Rahmen dieses Gesetzes konnten die Wohnungsgesellschaften und -genossenschaften von den Verbindlichkeiten, die 150 DM/m² überstiegen sowie den bis dahin anfallenden Zinsen befreit werden, wenn sie bis 2003 15 % ihres Bestandes an Einzelpersonen privatisieren. Ansonsten mussten sämtliche Altschulden selbst beglichen werden. Da die Unternehmen durch die immer noch vorhandenen restlichen Altschulden und mittlerweile auch durch Neuschulden stark belastet waren und der Leerstand weiter stieg, wurde das Gesetz im Jahr 2001 dahingehend geändert, dass Wohnungsunternehmen mit einem Leerstand von über 15 Prozent die Altschulden von abgerissenen Gebäuden erlassen wurden. Es erfolgte bei diesen also eine Förderung des Abrisses, verbunden mit dem Erlass der Altschulden.

## In anderen Ländern
In Großbritannien erfolgt öffentlicher, sozialer Wohnungsbau traditionellerweise durch die Gebietskörperschaften selbst (council housing). In den letzten Jahren setzen  britische Kommunen allerdings auch vermehrt auf das Konzept kommunaler Wohnungsbaugesellschaften (local housing companies), insbesondere aufgrund besserer finanzieller Flexibilität im Vergleich zu den Strukturen des öffentlichen Sektors.